# Vitória do Jari
Vitória do Jari este un oraș în unitatea federativă Amapá (AP) din Brazilia.